# 60e Parallèle (opéra)
Pour les articles homonymes, voir 60e parallèle.
60e Parallèle est un opéra du compositeur français Philippe Manoury sur un livret de Michel Deutsch créé le 10 mars 1997 au théâtre du Châtelet à Paris.

## Historique
L'idée première de 60e Parallèle est née d'une collaboration entre Stéphane Lissner, alors directeur du théâtre du Châtelet, Michel Deutsch pour le livret et Pierre Strosser pour la mise en scène ; le texte est une collaboration à trois moins entre ces deux derniers et le compositeur. L'œuvre est une commande du théâtre du Châtelet et de l'IRCAM. La musique de Philippe Manoury est née d'un précédent projet lyrique abandonné autour de l'histoire de Citizen Kane puis dont le prélude a été repris et qui constitue le filigrane de l'opéra par sa réécriture constante tout au long de l'opéra. « On trouve dans cet opéra trois éléments musicaux différents : une valse, un rock'n roll et une comptine. »[réf. nécessaire] Pour le scénario, Michel Deutsch a tout d'abord pensé à la pièce de Anton Tchekhov Sur la grand-route mais dans un décor transposé à l'époque contemporaine, un aéroport autour duquel l'opéra est structuré. Il y a eu six versions du texte qui a évolué en fonction de la musique et des voix avec l'aide des chanteurs mis à disposition par le Châtelet dès le début de la composition.
60e Parallèle est créé le 10 mars 1997 à Paris au théâtre du Châtelet, sous la direction du chef d'orchestre américain David Robertson et mis en scène et décoré par Pierre Strosser avec l'orchestre de Paris et l'IRCAM pour la technique et réalisation musicale. L'opéra est retransmis à la télévision britannique puis fait l'objet d'un enregistrement et paraît chez Naxos (8 554249/50) en 2001.

## Description
60e Parallèle est un opéra en quatre vingt dix minutes en français. La musique électroacoustique est présente dans cet opéra par l'utilisation de sons concrets tels que bruits d'avion, de panneau d'affichage, elle ne s'oppose pas à celle de l'orchestre mais agit en complémentarité, faisant notamment intervenir un clavier MIDI par micro ordinateur.
Cet opéra présente une situation qui n'évolue pas : les personnages sont cloués au sol par une tempête dans l'aéroport et même à la fin de l'opéra on ne sait toujours pas si les personnages vont repartir ou pas. Une situation concrète, probablement déjà vécue par des voyageurs, qui se passe géographiquement au 60e parallèle, une tempête de neige clouant l'avion au sol lors d'une escale. Les personnages ont des conversations ordinaires, ils s'agitent et ils attendent ; « c'est une sorte de photo d'instants : des choses se passent, mais elles sont sans but  » (Pierre Strosser).

### Rôles
Les rôles de 60e Parallèle sont constitués de ces personnages avec la tessiture qui leur est associée et leur créateur :
| Rôle                                                                        | Voix          | Créateur              |
| --------------------------------------------------------------------------- | ------------- | --------------------- |
| Rudy Linke, un voyageur encombrant qui pense que la justice existe          | baryton       | Donald Maxwell        |
| Wim Kosowitch, a quelque chose à cacher, il est à la poursuite de Uwe Staub | basse         | Jean-Philippe Courtis |
| Anja, amie de Maria, qu'elle emmène en vacances à Miami                     | mezzo-soprano | Hedwig Fassbender     |
| Maria, vient de vivre une rupture douloureuse                               | soprano       | Rie Hamada            |
| Le docteur Wittkop, spécialiste du cerveau en tournée de conférences        | ténor         | Ian Thompson          |
| L'homme au transistor                                                       | baryton       | Jean-Marc Salzmann    |
| L'hôtesse de l'air                                                          | mezzo-soprano | Marie-Thérèse Keller  |
| La femme, épouse de Uwe Straub                                              | soprano       | Menai Davies          |
| Un passager                                                                 | baryton-basse | Paul Gay              |
| La petite fille                                                             |               | Magdalena Wiedenhofer |

### Résumé
Des passagers en transit dans un aéroport, sur le soixantième parallèle. Wim, un criminel de guerre en fuite, reconnaît parmi les passagers un certain Uwe Staub. Sachant qu'il porte sur lui des documents compromettants, il le suit et le supprime dans les toilettes. Rudy, qui traque Wim depuis longtemps, veut le ramener à Paris pour le faire juger. Anja emmène Maria en vacances à Miami pour lui faire oublier un homme. Pendant la nuit, alors que tout le monde dort, elle lui avoue secrètement son amour. Le docteur Wittkop, vieux savant égaré, prépare une conférence sur le cerveau d'Einstein, dont il vient de faire l'acquisition.

### Instrumentation
L'instrumentation de 60e Parallèle comprend les instruments suivants, prévue pour un orchestre de quatre vingt dix musiciens :
- Bois : 4 flûtes, 4 hautbois, 4 clarinettes, 4 bassons ;
- cuivres : 8 cors, 4 trompettes, 3 trombones, tuba ;
- autre : 4 percussionnistes, mandoline, 2 harpes, piano ;
- cordes :12 violons, 12 violons II, 10 altos, 8 violoncelles, 6 contrebasses.